# Kyra Lamberink
Kyra Lamberink (Bergentheim, Hardenberg, Overijssel, 15 d'abril de 1996) és una ciclista neerlandesa que competeix en pista.

## Palmarès
- 2016
  -  Campiona d'Europa sub-23 en Velocitat per equips (amb Elis Ligtlee)
  -  Campiona dels Països Baixos en 500 metres